# Andromeda Software Development
ASD nebo Andromeda Software Development je řecká skupina působící na demoscéně. Její počátky sahají do roku 1992, do poloviny 90. let se zabývala tvorbou drobných dem a inter pro platformu PC, mezi významné počiny patřila dema CounterFactual (vítěz The Gardening 1995) a Beyond (4. místo na The Gardening 1996). Do roku 2001 o sobě skupina nedávala vědět, ve zmíněném roce vytvořila demo Cadence & Cascade, první akcelerované demo, a vyhrála na demopárty Digital Nexus konané v Aténách. Od roku 2002 se ASD pravidelně zúčastňuje významných akcí demoscény, vyhrála například na Assembly 2005 s demem Iconoclast.